# Emery Moorehead
Emery Matthew Moorehead (Evanston, 22 marzo 1954) è un ex giocatore di football americano statunitense che ha giocato nel ruolo di wide receiver nella National Football League (NFL). Al college ha giocato a football all'Università del Colorado.

## Carriera
Moorehead fu scelto nel corso del sesto giro (153º assoluto) del Draft NFL 1977 dai New York Giants, con cui passò tre stagioni prima spostarsi per un anno ai Denver Broncos. Nel 1981 passò ai Chicago Bears dove trascorse il resto della carriera. Nel 1985 partì come titolare nel Super Bowl XX vinto contro i New England Patriots. Si ritirò dopo la stagione 1998. Emery e suo figlio Aaron sono stati la prima coppia di padre e figlio prima a raggiungere e poi a vincere entrambi il Super Bowl.

## Palmarès
- Super Bowl : 1

Chicago Bears: Super Bowl XX
- National Football Conference Championship: 1

Chicago Bears: 1985

## Statistiche
| Partite totali      | 158   |
| Partite da titolare | 89    |
| Ricezioni           | 224   |
| Yard ricevute       | 2.980 |
| Touchdown           | 15    |